# Cleora boetschi
Cleora boetschi là một loài bướm đêm trong họ Geometridae.